# Æthelwulf của Wessex
Æthelwulf ( phát âm tiếng Anh cổ: [ˈæðelwuɫf]; Tiếng Anh cổ là "Noble Wolf" ) là vua của Wessex từ năm 839 đến năm 858.

## Trị vì
Năm 825, cha ông, Vua Egbert , đánh bại Vua Beornwulf của Mercia , chấm dứt sự thống trị lâu dài của người Mercia đối với nước Anh Anglo-Saxon ở phía nam Humber . Egbert gửi Æthelwulf với một đội quân đến Kent, nơi anh trục xuất tiểu vương người Mercia và được phong làm tiểu vương. Sau năm 830, Egbert duy trì quan hệ tốt với Mercia, và điều này được Æthelwulf tiếp tục khi ông trở thành vua vào năm 839, con trai đầu tiên kế vị cha mình với tư cách là vua Tây Saxon kể từ năm 641.
Người Viking không phải là mối đe dọa lớn đối với Wessex trong thời trị vì của Æthelwulf. Năm 843, ông bị đánh bại trong trận chiến chống lại người Viking tại Carhampton ở Somerset, nhưng ông đã giành được chiến thắng lớn trong trận Aclea năm 851. Năm 853, ông tham gia một cuộc thám hiểm Mercian thành công đến Wales để khôi phục quyền bá chủ truyền thống của Mercian, và trong cùng năm con gái ông Æthelswith kết hôn với Vua Burgred của Mercia . Năm 855 Æthelwulf đi hành hương đến Rome. Để chuẩn bị, anh ta đã đưa ra một "sự tàn sát", tặng một phần mười tài sản cá nhân của mình cho các đối tượng của mình; ông bổ nhiệm con trai cả còn sống của mình Æthelbald làm Vua của Wessex khi ông vắng mặt, và con trai tiếp theo của ông là Æthelberhtcai trị Kent và phía đông nam. Æthelwulf đã dành một năm ở Rome, và trên đường trở về, ông kết hôn với Judith , con gái của vua Charles the Bald ở Tây Frank .
Khi Æthelwulf trở về Anh, Æthelbald từ chối nhượng lại ngai vàng của Tây Saxon, và Æthelwulf đồng ý chia vương quốc, chiếm lấy phía đông và để lại phía tây trong tay của Æthelbald. Vào cái chết của Æthelwulf năm 858, Æthelbald rời Wessex đến vương quốc Kent, nhưng cái chết của Æthelbald chỉ hai năm sau đó đã dẫn đến sự thống nhất của vương quốc. Vào thế kỷ 20, danh tiếng của Æthelwulf trong giới sử gia rất kém: ông bị coi là quá sùng đạo và phi thực tế, và cuộc hành hương của ông bị coi là sự bỏ trốn khỏi nhiệm vụ của mình. Các nhà sử học trong thế kỷ 21 nhìn nhận ông rất khác biệt, như một vị vua củng cố và mở rộng quyền lực của triều đại của mình, chỉ huy sự tôn trọng trên lục địa và đối phó hiệu quả hơn hầu hết những người cùng thời với các cuộc tấn công của người Viking. Ông được coi là một trong những vị vua thành công nhất của Tây Saxon, người đặt nền móng cho sự thành công của con trai mình, Alfred Đại đế .